# Gianluca Floris
Gianluca Floris (Cagliari, 12 giugno 1964 – Cagliari, 4 febbraio 2022) è stato un cantante lirico e scrittore italiano.
La sua carriera iniziò grazie a Luciano Pavarotti, portandolo a lavorare in tutte le Fondazioni lirico sinfoniche italiane nonché nei teatri di tradizione italiani, e in molte Opera House europee e nipponiche. Nel 2004 diverrà presidente del Conservatorio di Musica di Cagliari.
Floris è morto il 4 febbraio 2022 all'età di 58 anni dopo una lunga malattia.

## Opere
- I maestri cantori, Nuoro, edizioni Il Maestrale 2000
- Lato destro, Cagliari, CUEC 2006.
- La preda, collana Colorado Noir, Milano, Arnoldo Mondadori Editore 2006
- L'inferno peggiore, Milano, PIEMME 2009